# All Killer No Filler
All Killer No Filler är Sum 41s första fullängdsalbum. Det släpptes 8 maj 2001. Första spåret på albumet är en hyllning till hårdrocksgruppen Iron Maiden, spåret är ett stycke text som läses upp av skådespelaren Vincent Price.

## Låtar på albumet
1. Introduction to Destruction - 0:37
2. Nothing on My Back - 3:01
3. Never Wake Up - 0:50
4. Fat Lip - 2:58
5. Rhythms - 2:59
6. Motivation - 2:50
7. In Too Deep - 3:27
8. Summer - 2:49
9. Handle This - 3:37
10. Crazy Amanda Bunkface - 2:16
11. All She's Got - 2:22
12. Heart Attack - 2:49
13. Pain for Pleasure - 1:43
14. Makes No Difference - 3:11 (bonuslåt på den brittiska versionen)

## Övrigt
- Bandet tänkte ha Summer med på alla sina album som ett skämt, men skrotade idén efter All Killer No Filler.
- Fat Lips titel var från början Punk Hop.
- Fat Lip finns med i tv-spelet Guitar Hero.
- Fat Lip skildrar en person som vill avvisa varje försök av samhället att anpassa sig.
- Motivation handlar om att vara omotiverad och lat.
- In Too Deep handlar om att man försöker göra slut med någon som alltid klagar.
- In Too Deep finns med i komedifilm-serien American Pie.
- In Too Deep spelades i trailern till filmen Guess Who?.
- Pain for Pleasure är döpt efter Sum 41s alter ego band med samma namn.